# 閉塞性肺疾患
閉塞性肺疾患（へいそくせいはいしっかん、英語: obstructive lung disease）(COPD)とは、呼吸器疾患の一つで、気道の狭窄症状と肺の過膨張を主徴候とするものを指す。共通の所見として呼気延長、1秒率の低下、喘鳴、残気量の増加、%肺活量には変化がないことなどが挙げられ、気管支喘息、慢性気管支炎、肺気腫、びまん性汎細気管支炎が含まれるとする。
かつては、慢性気管支炎と肺気腫の2つを合わせた疾患概念であった。なお、慢性閉塞性肺疾患に対する根治的治療法は現時点ではない。主な発生起因は喫煙とされ、COPD患者の90%は喫煙者である。
重症判定患者は診断から10年以内に死亡する。